# Embajadores en el infierno
Embajadores en el infierno és una pel·lícula espanyola de 1956 basada en el llibre homònim del Capità Palacios i amb epíleg de Torcuato Luca de Tena. El guió i la direcció són de l'escriptor José María Forqué. L'assistència tècnica i històrica correspon al Sergent Ángel Salamanca, veterà de la Divisió Blava i posterior presoner a Rússia.

## Argument
El catorze de juliol de 1941, de l'Estació del nord va partir un tren amb una divisió de soldats voluntaris cap a Alemanya per a lluitar contra els soviètics, que es deia Divisió Espanyola de Voluntaris (DEV). Més tard va passar a dir-se Divisió Blava, perquè les camises falangistes que portaven els soldats eren blaves.
La pel·lícula comença amb la imatge d'uns presoners portats per uns soldats russos; aquests soldats presoners pertanyen a la Divisió Blava, i entre ells van quatre tinents i un capità. Se'ls interna en un camp de concentració. Per presentar en més d'una ocasió les seves actituds polítiques falangistes, i per insultar al comunisme, se'ls trasllada a una presó, amb una pena de vint-i-cinc anys. Allí troben a més camarades espanyols, que han estat empresonats pel mateix.
Els soviètics els presenten l'alternativa de perdre la nacionalitat espanyola i passar a formar part de l'exèrcit rus. Amb això guanyarien la seva llibertat. Només dos homes accepten, i perden la seva nacionalitat espanyola, convertint-se en ciutadans russos. Els presoners italians són repatriats, i els soldats espanyols comencen a tenir un tracte inferior al dels altres presoners. No reben correspondència de les seves famílies, ni els regals ni la roba enviada pel règim de Francisco Franco. Els guarden en armaris. Així, comença una vaga de fam, a la qual els responsables de la presó no donen importància, fins que mor un soldat espanyol, i els responsables comprenen la situació, de manera que els comencen a donar tots els regals i menjars guardats.
Un dia, després d'onze anys de sofriment, tots els presoners espanyols són embarcats en un tren, el rumb del qual desconeixen totalment; en arribar s'obren les portes del tren, i veuen que es troben en un port de Rússia, i amarrat amb una passarel·la, un vaixell de la Creu Roja, la qual cosa significa que els porten de tornada a Espanya.
Els soldats comencen a passar per la passarel·la. En la passarel·la hi ha dues dones de la Creu Roja amb unes llistes; els soldats diuen el seu nom, i si estan en la llista, passen, si no, es queden a Rússia. Els dos espanyols que van abandonar la seva nacionalitat per a convertir-se en russos es trobaven també allí. Un s'havia convertit en un tinent rus, i vigilava la fila. L'altre, en veure l'oportunitat de retornar a Espanya, tracta de pujar al vaixell, però no està en la llista. Tracta de pujar forcejant, però el tinent li diu «Però, Federico, que fas? Tu ja no ets espanyol, ets rus ara, com jo». Llavors l'ex-espanyol s'esfondra i cau al fang. Pugen els últims espanyols, i el vaixell parteix. Veient com es van, el tinent es dispara un tret al cap.

## Recepció
La pel·lícula va ser mal rebuda pels ex-divisionaris falangistes, que criticaven que el film fes una especial incisió en els valors militars i catòlics, alhora silenciava el caràcter falangista de la unitat militar. Especialment crític es va mostrar Carlos Pinilla Turiño, president de la Germandat de ex-divisionaris de Madrid, que fins i tot va arribar a demanar al general Tomás García Rebull —delegat nacional d'Excombatents— que s'organitzés una campanya oficial contra la pel·lícula.

## Premis
L'actor portuguès Antonio Vilar va rebre la Medalla del Cercle d'Escriptors Cinematogràfics al millor actor principal en 1956. El mateix actor va rebre el Fotogramas de Plata al millor intèrpret de cinema espanyol.